# Shenandoah (Pensilvânia)
Shenandoah é um distrito localizado no estado norte-americano de Pensilvânia, no Condado de Schuylkill.

## Demografia
Segundo o censo norte-americano de 2000, a sua população era de 5624 habitantes.
Em 2006, foi estimada uma população de 5248, um decréscimo de 376 (-6.7%).

## Geografia
De acordo com o United States Census Bureau tem uma área de
4,1 km², dos quais 3,9 km² cobertos por terra e 0,2 km² cobertos por água. Shenandoah localiza-se a aproximadamente 421 m acima do nível do mar.

## Localidades na vizinhança
O diagrama seguinte representa as localidades num raio de 8 km ao redor de Shenandoah.